# Sony Xperia 5 II
Sony Xperia 5 II  — це Android смартфон, який продається та виробляється Sony Mobile. Телефон, який є частиною флагманської серії Xperia від Sony, був анонсований 17 вересня 2020 року. Пристрій є менш дорогим і більш компактним варіантом Xperia 1 II. Телефон був випущений по всьому світу в жовтні 2020 року.
Xperia 5 II поставляється з підтримкою 5G NR в Європі та Азії (що робить його першим пристроєм Sony Xperia, який підтримує цю мережу), тоді як Сполучені Штати поставляються з варіантом 4G. Хоча мережі 5G підтримуються, він підтримує лише 5G "sub-6", тобто несумісний з мережами міліметрових хвиль (mmWave).

## Дизайн
Xperia 5 II зберіг фірмовий квадратний дизайн Sony, який можна було побачити на попередніх телефонах Xperia. Він побудований так само, як і Xperia 1 II, з використанням анодованого алюмінію для каркаса та Corning Gorilla Glass 6 для екрану та задньої панелі, а також сертифікатів IP65 та IP68 щодо водонепроникності. Конструкція має пару симетричних рамок у верхній і нижній частині, де розміщені фронтальні подвійні стереодинаміки та фронтальна камера. На лівій стороні телефону є слот для SIM-карти та карти microSDXC, а на правій — сканер відбитків пальців, вбудований у кнопку живлення, гойдалку гучності та кнопку затвора. Спеціальна кнопка Google Assistant розташована між кнопками живлення та затвора. Навушник, фронтальна камера, індикатор сповіщень і різні датчики розміщені у верхній панелі. Нижній край має основний мікрофон і порт USB-C; задні камери розташовані вертикальною смугою. Телефон поставляється в чотирьох кольорах: чорний, сірий, синій і рожевий.

## Технічні характеристики

### Апаратне забезпечення
Xperia 5 II оснащений процесором Qualcomm Snapdragon 865 і графічним процесором Adreno 650, а також 8 ГБ оперативної пам’яті LPDDR4X. Він має 128 або 256 ГБ внутрішньої пам’яті UFS, а розширення microSD підтримується до 1 ТБ за допомогою гібридної установки двох SIM-карт. Дисплей менший і має нижчу роздільну здатність, ніж у Xperia 1 II, використовуючи панель HDR OLED 6,1 дюйма 21:9 1080p (1080 × 2520), що забезпечує щільність пікселів 449 ppi. Незважаючи на те, що розмір і роздільна здатність не змінюються, він має частоту оновлення 120 Гц. Система камер схожа на Xperia 1 II (основний об’єктив на 12 Мп, телеоб’єктив на 12 Мп та надширококутний об’єктива на 12 Мп з фронтальною камерою на 8 Мп), але не має 3D-датчика iToF. Телеоб’єктив було оновлено з 2-кратного до 3-кратного оптичного збільшення, а надширококутний об’єктив отримав автофокус. Крім того, лінзи мають антивідблискове покриття ZEISS T✻ (T-Star). Удосконалення програмного забезпечення включають зйомку в форматі JPG+RAW і HDR для сповільненого відео 4K/120 кадрів в секунду. Ємність акумулятора була збільшена до 4000 мА·г, так само, як у 1 II, попри менший корпус. USB Power Delivery 3.0 підтримується на 21 Вт через USB-C, хоча в ньому відсутні можливості бездротової зарядки. Пристрій містить аудіороз'єм 3,5 мм, який був відсутній на попереднику, а також активний зовнішній підсилювач.

### Програмне забезпечення
Xperia 5 II працює на ОС Android 10. Sony також поєднала технологію камери телефону з режимом «Pro», розробленим відділом камер Sony CineAlta, чиї функції наближені до лінійки камер Sony Alpha. 7 березня 2022 року Sony офіційно почала поширювати Android 12 для 5 II, на модельні номера XQ-AS52 (Європа і Росія), XQ-AS72 (Азія) та XQ-AS62 (США).  Номер прошивки 58.2.A.0.899, а вага 1007,4 МБ. Крім стандартних нововведень Android 12, оновлення приносить оновлення безпеки за січень 2022 року.